# Miramar (Valencia)
Miramar ist eine Gemeinde in der Valencianischen Gemeinschaft, Spanien. Sie liegt in der Comarca Safor der Provinz Valencia.

## Geographie
Der Ort liegt direkt an der Mittelmeerküste in einer flachen Landschaft auf sandigem Sediment ohne besondere Flüsse oder Erhebungen.

### Lage
An die Gemeinde grenzen folgende Ortschaften: Bellreguard, Gandia, Guardamar de la Safor, Palmera und Piles. Wie fast jeder der Küstenorte besteht auch Miramar aus dem Kernort und dem Ortsteil mit direktem Strandzugang (valencianisch: Platja) die etwa 1 km voneinander entfernt liegen.
Touristisch wird Miramar je nach Auslegung dem südlichen Küstenabschnitt der Costa dels Tarongers (spanisch: Costa del Azahar) oder der Tourismusregion València Terra i Mar (spanisch: Valencia Terra y Mar) zugeordnet.
Man erreicht Miramar von Valencia oder Alicante über die N-332 an der Kreuzung mit der CV-673.

## Geschichte
Ursprünglich war Miramar ein muslimisches Dorf in die Zuständigkeit des Schlosses Bairen. Nach der Reconquista fiel es an Sanxo Ximenis. Seit 1535 gehörte es zum Herzogtum Gandia. Im siebzehnten Jahrhundert wurde es von der Familie Borgia erworben.

## Einwohner
1794 gab es 105 Häuser mit 500 Einwohnern, 1897 waren es bereits 801 Häuser.
| 1990 | 1992 | 1994 | 1996  | 1998  | 2000  | 2002  | 2004  | 2005  | 2007  | 2012  |
| ---- | ---- | ---- | ----- | ----- | ----- | ----- | ----- | ----- | ----- | ----- |
| 965  | 977  | 992  | 1.064 | 1.114 | 1.232 | 1.406 | 1.675 | 1.781 | 1.984 | 2.558 |

## Wirtschaft und Kultur
Die Wirtschaft ist historisch durch Landwirtschaft und die Vermarktung von Zitrusfrüchten und Zuckerrohr geprägt. Neben einem kleinen Industriegebiet ist der inländische Tourismussektor der wichtigste Wirtschaftszweig, der besonders in den letzten Jahren einen großen Impuls setzte. Platja de Miramar ist Teil der Initiative Plan de Playas Accesibles zum barrierefreien Strandzugang der Valencianischen Gemeinschaft.
Jährlich feiert man in Miramar in der ersten Woche im August Moros i Cristians.